# (1409) Isko
(1409) Isko – planetoida z pasa głównego asteroid okrążająca Słońce w ciągu 4 lat i 139 dni w średniej odległości 2,68 au. Została odkryta 8 stycznia 1937 roku w Landessternwarte Heidelberg-Königstuhl w Heidelbergu przez Karla Reinmutha. Nazwa planetoidy pochodzi od Ise Koch, żony Fritza Kubacha, niemieckiego astronoma. Przed nadaniem nazwy planetoida nosiła oznaczenie tymczasowe (1409) 1937 AK.